# Friedrich Hendrix
Friedrich Hendrix, född 6 januari 1911 i Aachen i Nordrhein-Westfalen, död 30 augusti 1941 i Sankt Petersburg, var en tysk friidrottare.
Hendrix blev olympisk silvermedaljör på 4 x 100 meter vid sommarspelen 1932 i Los Angeles.
1937 gifte han sig med friidrottaren Marie Dollinger.